# De Panne
De Panne (fransk: La Panne) er en belgisk kommune og by i provinsen Vestflandern i Flandern, beliggende ved Nordsøen og grænsen mod Frankrig. De Panne er det vestligste punkt i Belgien, og havde i 2020 godt 11.000 indbyggere fordelt på 23.90 km².
Cykelløbet Classic Brugge-De Panne (Tre dage ved Panne) har mål i De Panne.